# 台中市公車248路
台中市公車248路，目前行駛自新烏日車站到修平科技大學，原由四方客運行駛，後因四方客運勞資糾紛導致公司倒閉，改由臺中客運營運。

## 歷史
- 2019年7月1日：通車。
- 2022年4月1日：調整發車班次，由40班調整為平日21班次、假日14班次。[1]
- 2023年10月17日：因四方客運欠薪風波本路線由台中客運及睿奕交通代為行駛，班次大幅縮減。[2]
- 2024年3月1日：由台中客運接駛。[3]

## 路線基本資料
全程行車里數約15.0公里，行車時間約40分鐘。往修平科技大學13站，往新烏日車站13站。
自新烏日車站起，沿高鐵東一路、高鐵六路、高鐵東二路、高鐵二路、中山路三段、高鐵東路、環河路三、二、一段、中興路一段、瑞城一街、成功路、成功二路、仁化路、工業路到修平科技大學。

### 時刻表
- 時刻表僅供參考，請以臺中客運網站公告為準。時刻表更新時間為2024年3月1日。

| 台中市公車248路時刻列表 | 台中市公車248路時刻列表 | 台中市公車248路時刻列表 | 台中市公車248路時刻列表 |
| ----------------------- | ----------------------- | ----------------------- | ----------------------- |
| 新烏日車站開時刻        | 新烏日車站開備註        | 修平科技大學開時刻      | 修平科技大學開備註      |
| 07:15                   | -                       | 06:30                   | -                       |
| 08:40                   | -                       | 08:00                   | -                       |
| 10:00                   | -                       | 09:20                   | -                       |
| 14:10                   | -                       | 10:40                   | -                       |
| 16:00                   | -                       | 14:50                   | -                       |
| 17:40                   | -                       | 16:50                   | -                       |

### 收費
- 依里程計費；使用電子票證10公里免費。
- 里程計費說明：
  - 基本里程：10公里。
  - 基本里程票價全票20元、半票11元。
- 超過基本里程（10公里）計費方式：
  - 全票=[2.431 x 搭乘里程數x （1+5%營業稅）] （四捨五入）
  - 半票=[2.431 x 搭乘里程數x （1+5%營業稅）] x 50% （四捨五入）
  - 兒童、老人、身心障礙者及其陪伴者依規定半票收費。

### 停站
- 參見右側站牌路線圖。